# Lil Nas X
Lil Nas X (n. 9 aprilie 1999, Atlanta, Georgia, Statele Unite; pe numele real Montero Lamar Hill) este un rapper și cântăreț american.

## Carieră
Hill a câștigat inițial notorietatea ca personalitate pe Internet pe Twitter. Din 2015, el a fost activ pe mass-media sociale sub pseudonimul NasMaraj, bazat pe Nicki Minaj și Nas.  Contribuțiile sale cele mai fictive au ajuns, uneori, la o atenție virală datorită lui TweetDeck.
În anul 2018, Hill și-a lansat prima dată propriile melodii pe platforma Soundcloud. Debutul său Old Town Road a apărut pe 3 decembrie 2018. După doar câteva luni, melodia s-a răspândit rapid datorită YeeHaw Challenge  pe aplicația TikTok. Deja în martie 2019, Old Town Road a ajuns în topurile americane. Cântecul a fost eliminat mai târziu din melodiile Hot Country datorită lipsei elementelor de Country. Pe 5 aprilie 2019 Billy Ray Cyrus a lansat un remix al melodiei. Câteva zile mai târziu, Old Town Road a ajuns în topul Hot 100. La sfârșitul lunii aprilie 2019, piesa a fost și numărul unu în Germania în topurile single. 

## Discografie

### Mixtapes
- 2018: Nasarati

### Single
- 2018: Old Town Road

## Premii pentru vânzări
| Discul de aur - Danemarca - 2019: pentru Old Town Road - Franța - 2019: pentru Old Town Road - Italia - 2019: pentru Old Town Road | Discul de platina - Belgia - 2019: pentru Old Town Road 2 × înregistrări de platină - Noua Zeelandă - 2019: pentru Old Town Road 3x înregistrări de platină - Australia - 2019: pentru Old Town Road |